# Gebr. Laumans

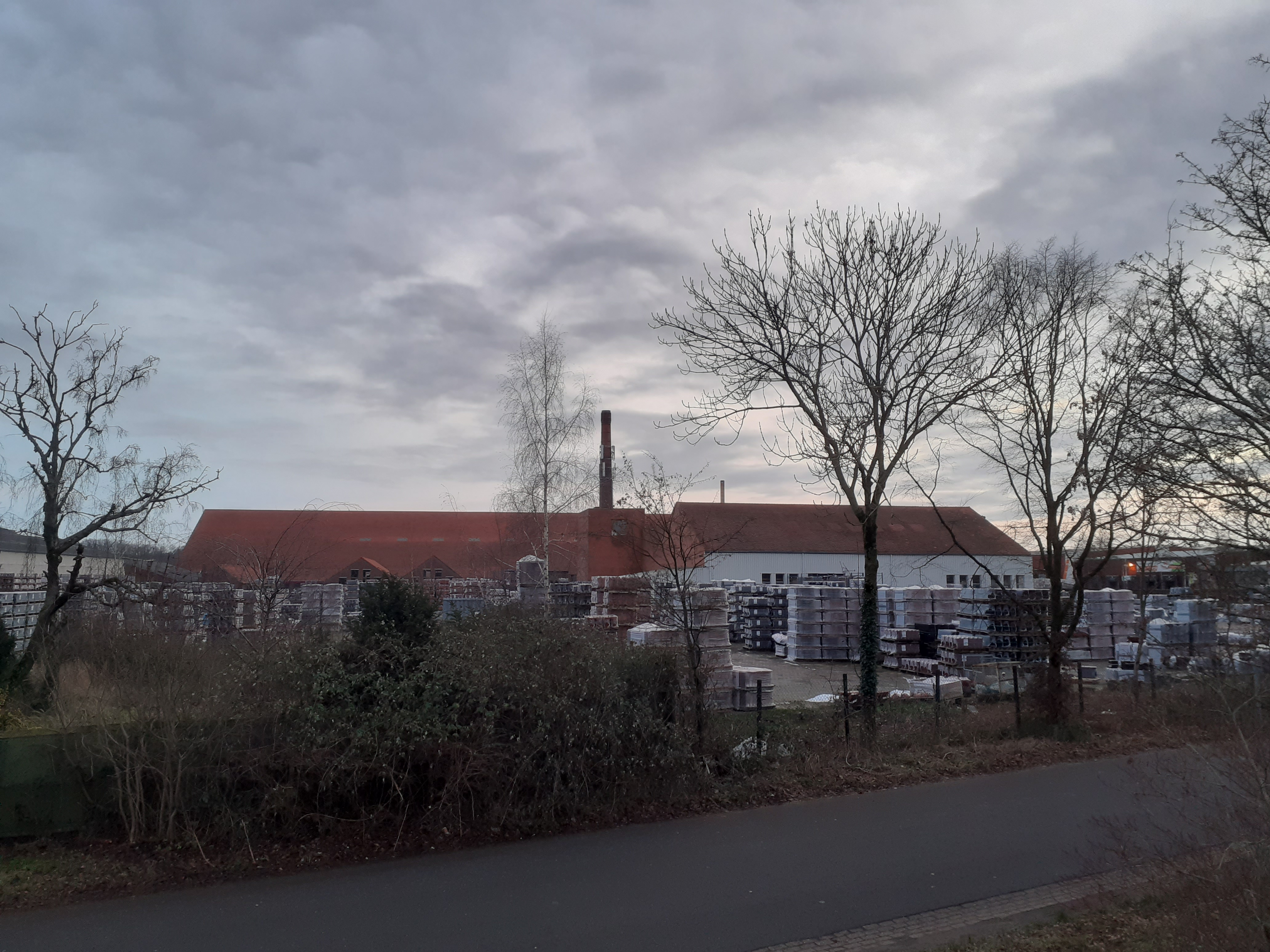
De fabriek in 2024

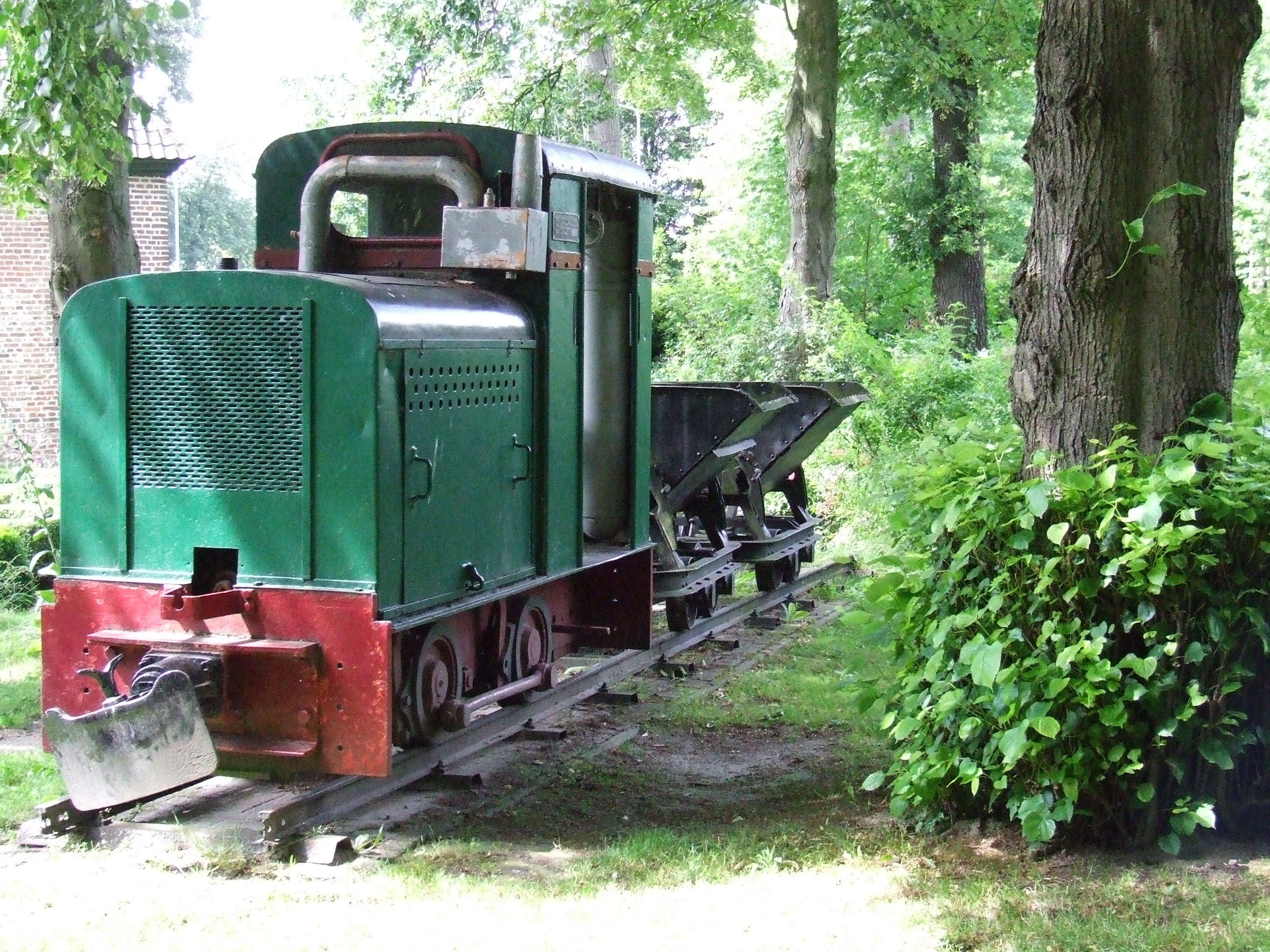
Deutz-kleitram van Laumans

Gebr. Laumans is een dakpannenfabriek in Tegelen, sinds 2001 een stadsdeel van de gemeente Venlo. Het bedrijf is sinds 2008 onderdeel van Monier.

## Geschiedenis
De dakpannenfabriek werd in 1835 opgericht bij de kruising van de Kerkstraat en de Peskesbeek, waar heden de Industriestraat ligt, door de in het Duitse Keyenberg geboren Jacob Laumans. Nadat deze in 1836 plotseling was overleden werd het bedrijf voortgezet door diens weduwe en haar nieuwe echtgenoot Peter Benders. Toen Benders in 1864 overleed kwam het bedrijf in het bezit van Quirinus en Caspar, de zonen van Jacob Laumans. Quirinus Laumans vertrok in 1878 met paard en wagen naar Frankrijk om bij dakpannenfabrikant Gilardoni Frères een machinale dakpannenpers te kopen. Met deze sledepers en de matrijzen voor kruispannen werd Laumans de eerste machinedakpannenfabriek in Nederland. Quirinus Laumans trouwde in 1860 met Maria Petronella Teeuwen, waardoor in 1885 de Duitse pannenfabriek van de Gebr. Teeuwen in Kaldenkerken in het bezit van Laumans kwam. Deze fabriek werd in 1890 uitgebreid met 2 ovens. In 1896 werd door Quirinus' zoon Stephan voor 36.000 Goldmark een stoomdakpannenfabriek gebouwd aan de Stiegstrasse in het Duitse Bracht. In 1901 werd hier smalspoor aangelegd naar het treinstation en in 1911 kreeg de fabriek een ringoven.
In 1900 overleed  Quirinus Laumans: zijn zoon Caspar kreeg de leiding over de fabrieken in Tegelen en Kaldenkerken. Zijn andere zoon  Stephanus kreeg de fabriek in Bracht. Datzelfde jaar werd de fabriek in Tegelen uitgebreid met een tractiemachine, in 1904 volgde een gasgenerator en in 1906 werden 2 ovens bijgebouwd. De benodigde klei werd uit een groeve aan de Kaldenkerkerweg gehaald, die Laumans vanaf 1905 samen met de dakpannenfabrieken Thissen en Kurstjens exploiteerde. In 1920 werden de andere fabrikanten door Laumans uitgekocht. In 1921 werd in de fabriek in Tegelen een ringoven gebouwd (in 1929 volgde een tweede ringoven) en in 1926 werd in Brüggen een vierde fabriek aangekocht. In 1927 werd het bedrijf opgedeeld: Caspar kreeg de fabrieken in Tegelen en Kaldenkerken en Stephanus de fabrieken in Bracht en Brüggen. De fabriek in Bracht bestaat nog steeds op dezelfde plaats onder de naam Gebr. Laumans Ziegelwerke.
De dakpannenfabriek werd in 1935 verplaatst van de Industriestraat naar de Steenweg, waar deze nog altijd ligt. De fabriek kreeg een aansluiting op het smalspoor van de ernaast liggende fabriek van Tiglia. Na de smalspoortunnel liep het spoor van Laumans naar de groeve in het noorden op de Heide. In 1938 werd tegen de Duitse grens een nieuwe groeve geopend, de “Twee Heuvels” genaamd, waar de klei werd afgegraven met een 12m hoge  excavateur. In 1948 werd een tunneloven in gebruik genomen en in 1951 legde de fabriek samen met Russel-Tiglia een tunnel onder de Heideweg aan, waardoor de reistijd van de kleitreintjes werd verkort. In 1971 werd het ovengebouw en de daarboven liggende droogkamers vernield door een grote brand. Vanaf begin jaren zeventig werd het kleivervoer door vrachtwagens verzorgd en werd het spoor naar de fabriek afgebroken. Omdat de vrachtwagens niet bij de groeve in het bos konden komen reden de treintjes tot aan de Brachterweg, waar de klei werd overgeslagen op vrachtwagens. In 1989 werd de groeve gesloten. In 1990 werd de fabriek verkocht aan het Britse Redland, dat zelf in 1997 werd overgenomen door het Franse Lafarge. In 2008 werd de fabriek onderdeel van het Luxemburgse Monier-concern.